# Укрощение строптивой (фильм, 1908)
«Укрощение строптивой» (англ. The Taming of the Shrew) — первая экранизация одноимённой пьесы Уильяма Шекспира.

## Сюжет
Два жениха пришли к Бьянке, чтобы поухаживать за ней. Однако Катарина, её сестра, прогоняет назойливых женихов. Тогда они решают проучить Катарину.

## В ролях
- Флоренс Лоуренс — Катарина
- Артур Джонсон — Петручио
- Линда Арвидсон — Бьянка
- Гарри Солтер — отец Катарины
- Джин Гонтье — гостья на свадьбе